# Guillaume Babouin
Pour les articles homonymes, voir Babouin et Babouin (hiéroglyphe égyptien E32).
Guillaume Babouin,  né le 15 avril 1993, à Versailles, est un boxeur et mannequin français. Il est champion d'Europe WBC de boxe thaï dans la catégorie de poids super-welters. Il a aussi collaboré et défilé pour de grandes marques comme Jean Paul Gaultier, Kenzo, Philipp Plein, Calvin Klein ou John Galliano. Il est reconnu pour mener cette double carrière professionnelle de boxeur/mannequin,,.